# Найва Німрі
 На́йва Ні́мрі Уррутікоетче́а (ісп. Najwa Nimri Urrutikoetxea, МФА: [ˈnaʝwa ˈnimɾj urutikoeˈtʃea]; *14 лютого 1972, Памплона, Наварра, Іспанія) — іспанська актриса та співачка йорданського походження.

## Біографія
Мати Найви Німрі походить з Наварри, її батько Карам Німрі — йорданець. В Найви є також брат Карім, зведений брат Андре, та дві сестри Сара та Надія. Двоюрідний брат Найви (Antix) Олександр Nimier теж є співаком.
Її ім'я з арабської означає «екстазі». Коли вона була дитиною сім'я переїхала в Більбао. Сьогодні Найва проживає в Мадриді.

### Кіно
Свої перші ролі в кіно Німрі зіграла в трьох фільмах режисера Даніеля Кальпарсоро «Стрибок в пустоту», «Наосліп» та «Квитки». Далі вона знялася в режисера Алехандро Аменабара, разом з Пенелопою Крус та Едуардо Нор'єгою в фільмі «Відкрий очі» ту саму роль, яку Кемерон Діас пізніше зіграла в американській версії цього фільму із назвою «Ванільне небо».

Найва Німрі в ролі Ани в фільмі «Коханці полярного кола»

Ролі, зіграні Найвою в фільмах режисера Хуліо Медема «Коханці полярного кола» — Ана, та «Люсія і секс» — Елена, виявилися найуспішнішими в її кар'єрі, за які вона отримала номінації на премію «Гойя». За роль в коханцях Німрі була нагороджена премією «Ондас», як найкраща актриса. Зіграла роль інспекторки Алісії Сієри в телесеріалі «Паперовий будинок».

### Музика
Її кар'єра як співачки почалася з невеликих груп. У 1996 році Найва сформувала групу Najwajean спільно з Карлосом Джином (Carlos Jean). Крім того, вона випустила чотири сольні альбоми. Сингл Capable в 2006 році очолював іспанський хіт-парад.
За музику до фільмів «Асфальт» та «Миротворці» отримала номінацію на премію «Гойя».

### Особисте життя
Найва Німрі була одружена з режисером Даніелем Кальпарсоро, в 2004 році в них народився син Тео.

## Фільмографія

### Актриса

Найва Німрі в ролі Нурії в фільмі «Відкрий очі»

- 1995 — Стрибок в пустоту (Salto al vacío), реж. Даніель Кальпарсоро
- 1996 — Квитки (Pasajes), реж. Даніель Кальпарсоро
- 1997 — Наосліп (A ciegas), реж. Даніель Кальпарсоро
- 1997 — Відкрий очі (Abre los ojos), реж. Алехандро Аменабар
- 1998 — Коханці полярного кола (Los amantes del Círculo Polar), реж. Хуліо Медем
- 1998 — 9'8m/s² , реж. Альфонсо Амадор, Ніколас Мендес — короткометражка
- 1999 — Громадянин (The Citizen), реж. Джей Ананья
- 2000 — Асфальт (Asfalto), реж. Даніель Кальпарсоро
- 2000 — Поки не настане ніч (Before Night Falls), реж. Джуліан Шнабель
- 2001 — Люсія і секс (Lucía y el sexo), реж. Хуліо Медем
- 2001 — Фауст 5.0 (Fausto 5.0), реж. Ісідро Ортіс, Алекс Олле
- 2002 — П'єдрас (Piedras), реж. Рамон Салазар
- 2003 — Утопія (Utopía) реж. Марія Ріполл
- 2003 — Королева бару «Каналья» (La reina del bar Canalla) реж. Даніель Асанкот — короткометражка
- 2004 — Таємні агенти (Agents secrets), реж. Фредерік Шьондьорфер
- 2004 — A + (Amas), реж. Ксав'єр Рібера
- 2005 — 20 сантиметрів (20 centímetros), реж. Рамон Салазар
- 2006 — Життя Селії (Las vidas de Celia), реж. Антоніо Чаварріас
- 2006 — Розлад (Trastorno), реж. Фернандо Камара
- 2007 — Матахаріс (Mataharis), реж. Ісіар Больяін
- 2007 — Експрес на Ов'єдо (Oviedo Express), реж. Гонсало Суарес
- 2010 — Кімната в Римі (Habitación en Roma), реж. Хуліо Медем
- 2010 — Ірландський маршрут (Route Irish), реж. Кен Лоуч
- 2010 — Все що ти хочеш (Todo lo que tú quieras), реж. Ачеро Маньяс
- 2011 — Вербо (Verbo), реж. Едуардо Чаперо-Джексон
- 2012 — 10 000 ночей де-небудь (10.000 noches en ninguna parte), реж. Рамон Саласар
- 2012 — Вино літа (The Wine of Summer), реж. Марія Маттеолі
- 2018 — Хто тобі співатиме (Quién te cantará), реж. Карлос Вермут
- 2018 — Криваве дерево (El árbol de la sangre), реж. Хуліо Медем
- 2024 — Червона діва (La virgen roja), реж. Паула Ортіс

### Композитор
- 2000 — Асфальт (Asfalto), реж. Даніель Кальпарсоро
- 2002 — Миротворці (Guerreros), реж. Даніель Кальпарсоро
- 2003 — Утопія (Utopía) реж. Марія Ріполл
- 2003 — Королева бару «Каналья» (La reina del bar Canalla) реж. Даніель Асанкот — короткометражка
- 2005 — 20 сантиметрів (20 centímetros), реж. Рамон Салазар

## Дискографія

### З Карлосом Джином в Najwajean
- No Blood (1998) — #80
- Asfalto (2001) (саундтрек) — #175
- Guerreros (2002) (саундтрек) — #88
- Najwajean Selection (2002) (збірник) — #108
- Till it breaks (2008) — #20

### Najwajean сингли
- Crime (2008)

### Сольні альбоми
- Carefully (2001) — #76
- Mayday (2003) — #48
- Walkabout (2006) — #10 (50,000 проданих копій; Золотий).
- El último primate (2010)

### Сольні сингли
- That Cyclone (2001) — #37
- Following Dolphins (2001) — #68
- Go Cain (2003) — #20
- Hey Boys, Girls (2003) — #26
- Capable (2006) — #1
- Push It (2006) — #6
- Le Tien, Le Mien (2006)- #15